# محمد عبد السلام فرج
محمد عبد السلام فرج (1954م – 1982م) مفكر ومنظر جهادي مصري والأمير الحقيقي لتنظيم الجهاد. وهو الشخص الذي وضع أول سطر في شهادة مقتل السادات قبل اغتياله بعدة أعوام وذلك بمؤلفه الصغير الحجم والذي حمل عنوان «الفريضة الغائبة». الذي اعتبر الكثيرون أنه كان ترخيصاً بقتل السادات إذ كان يدعو إلى الجهاد على أساس أنه الفريضة الغائبة.
تخرج في كلية الهندسة، جامعة القاهرة وعمل في الجامعة نفسها[بحاجة لمصدر]. ميله الديني كان واضحاً منذ طفولته. قرأ كتابات سيد قطب وأبي الأعلى المودودي. تأثر فرج أيضاً بقراءة محمد بن عبد الوهاب وابن تيمية ركز فكره على إسقاط الحكومة عن طريق الانقلاب، مع علمه بأن أغلب الزعماء الأصوليين المهمين كسيد قطب وحسن البنا وصالح سرية وشكري مصطفى وآخرين إما اغتيلوا أو حُكم عليهم بالإعدام.
كهواية، عمل فرج كإمام لمسجد خاصّ حيث ألقى الأحاديث والخطب المركزة على مشاكل المسلمين التي نتجت عن الحكم غير الإسلامي. فأقنع فرج الملازم أوّل في الجيش خالد شوقي الإسلامبولي باغتيال الرّئيس السادات. كان فرج المخطّط البارع لجماعة الجهاد الإسلامي، بما في ذلك تنظيم الجهاد. أما آراؤه الرئيسية فموجودة في كتابه الصغير الفريضة الغائبة، أي الجهاد. يعتقد فرج بأنّ مصر هي بلاد إسلامية لكن الحكم السياسي المصري غير إسلامي وكافر ويتمتع بكل خصائص الجاهلية.

## النشأة
محمد عبد السلام فرج خريج كلية الهندسة وابن الطبقة المتوسطة هو المنظّر الحقيقي لتنظيم المنصة، وكل التنظيمات الجهادية التي ظهرت بعد ذلك، حيث أثر كتابه «الفريضة الغائبة» على فكر الجماعات الأصولية حتى اليوم، فقد أحيا أفكار قتل الحاكم الذي لا يحكم بما أنزل الله، باعتبار قتله جهاداً متأثراً فيه بصالح سرية، والذي يقال أن فرج كان على اتصال به وبمجموعة الفنية العسكرية التي قادها سرية، وكانت تهدف إلى قلب نظام الحكم، تأثر فرج بكتاب رسالة الإيمان التي كتبها سرّية والتي يدعو فيها إلى الإطاحة بكل الأنظمة العربية، باعتبارها جاهلية ويتعين الخروج عليها.

انطلق فرج بدعوته من مسجد صغير اسمه مسجد عمر بن عبد العزيز يقع أسفل العقار الذي كان يسكن فيه، وكان أيضاً يدرس «فقه الجهاد في سبيل السلام» للشوكاني وكتب سيد قطب خصوصاً معالم الطريق. والتزم فرج بالنصوص التي يدرسها ولم يقدم في أي منها رؤيته الخاصة ورد على الجمعيات الخيرية والمؤسسية التي كانت تثير شبهات تتعلق بتبني مشروع قضية الجهاد قائلاً:

## اغتيال السادات
لعب محمد عبد السلام فرج دوراً كبيراً في عملية اغتيال الرئيس الراحل أنور السادات في 6 أكتوبر عام 1981م، رغم أنه لم يكن من ضمن المجموعة التي نفذت العملية ولكن ما كشفه المتهم الأول خالد الإسلامبولي قائد العملية في ملفات التحقيقات، أكد أنه لولا عبد السلام فرج ما كانت هناك عملية من الأساس حينما قال «إنه ذهب إلى محمد عبد السلام فرج، ليبلغه بأنه عازم على قتل السادات في يوم العرض العسكرى في السادس من أكتوبر، وأنه حصل على موافقته وأمده بالرجال والسلاح».
حيث قام محمد عبد السلام فرج باستدعاء المجموعة التي شاركت خالد في اغتيال السادات، فقد أحضر عطا طايل من الدلنجات، وحسين عباس، وعبد الحميد عبد السلام، وهو أيضاً الذي أحضر ثلاث إبر لضرب النار من المقدم مهندس ممدوح أبو جبل» فعندما ظهرت فكرة خالد الإسلامبولي وعرضها على محمد عبد السلام فرج، تردد الأخير في البداية في الموافقة عليها، وخشي أن تؤدي إلى كشف التنظيم. لكنه وافق في نهاية الأمر.
استشار في البدء المسؤول العسكري وهو عبود الزمر، وكان مقدماً في المخابرات، فرفضها لأنها ستكشف التنظيم وهو لا يريد ذلك لأنه يعتقد باستمرار المشروع على الأقل خمس سنوات، ليجمع أكبر عدد من الشباب. لكن حصل إصرار على استغلال هذه الفرصة على أساس أن المنفذين سيقتلون بدورهم. إذ قال خالد الإسلامبولي الحراس سيقتلونه هو وعطا طايل وعبد الحميد عبد السلام وحسين عباس وبالتالي لن يُكتشف التنظيم. وعلى هذا الأساس وافق عبود الزمر في نهاية الأمر ومضى في الخطة. وهكذا نُفّذت العملية وتم اغتيال السادات.